# 지의금부사
지의금부사는 의금부의 정2품 관직이다. 판의금부사보다는 낮지만, 동지의금부사보다는 높다. 주로 판서급 인사들이 지의금부사를 많이 겸임했다. 그리고 또한 우참찬이나 좌참찬이 지의금부사를 많이 겸임하기도 했다.

## 같이 보기
- 판의금부사
- 동지의금부사